# La Pie qui Chante
Pour l’article ayant un titre homophone, voir La Pie qui chante.
La Pie qui Chante est une entreprise de confiserie française, filiale du groupe Carambar & Co, appartenant depuis 2017 au fonds d'investissement français Eurazeo. 

## Histoire

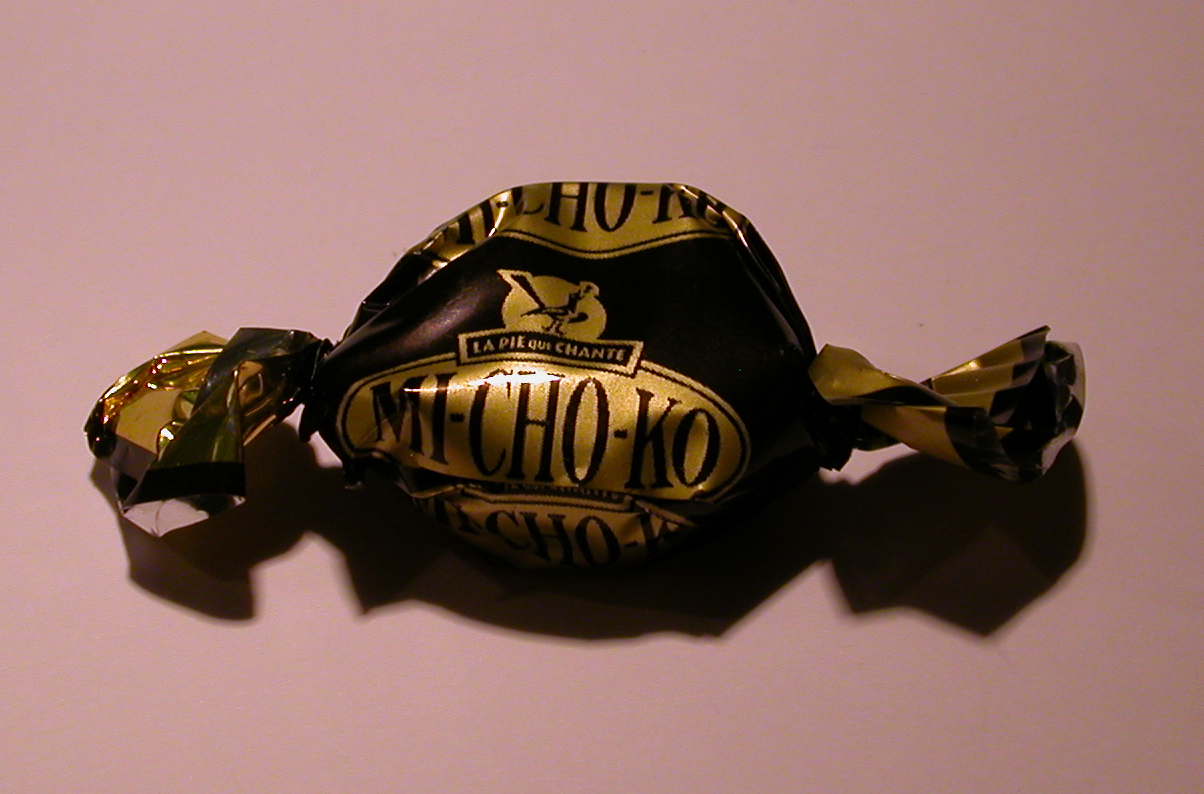
Un bonbon Mi-cho-ko.

Originellement, la société « La Pie qui Chante » a été créée en 1921 à Marseille. Mais son histoire est liée à la Confiserie Franco-russe. Elle a notamment commercialisé les bonbons Mi-cho-ko à partir de 1936 et Pimousse en 1982.
En 1860, Émile Cornillot crée une confiserie artisanale, rue Colbert, à Lille, spécialisée dans les bonbons fourrés. La qualité de ses produits et la régularité de leur fabrication entrainent le succès et en 1885, il s'installe dans des locaux plus spacieux rue de l'Hôpital-Militaire.
Son fils, Louis Cornillot, tire profit de la popularité dont jouit la Russie en France — l'alliance franco-russe est signée en 1893 — et commercialise dès lors ses produits sous la marque « Confiserie Franco-russe ». Une usine et un second magasin sont ouverts rue de Paris (Lille), en 1901. L'ensemble des installations sera détruit pendant la Première Guerre mondiale.
Au décès de Louis Cornillot, son propre fils, Georges, alors âgé de 19 ans et ingénieur chimiste, prend la succession de son père. Désirant se diversifier, il acquiert, en 1925, La Pie qui Chante, une confiserie marseillaise produisant les caramels Galéjades et fondée par Jean Chabanon en hommage au cabaret parisien La Pie qui chante. Selon d'autres sources, ce nom viendrait de la chanson Y'a une pie (Y'a une pie dans l'poirier / J'entends la pie qui chante / etc. ). En 1927, dans un contexte marqué par la peur du bolchevik, Georges choisit de renommer sa société La Pie qui Chante, avec une pie pour logo, qu'il applique à toute sa production. 
À la suite de la construction de l'hôtel de ville de Lille, la famille Cornillot est expropriée de la rue de Paris. En 1933, elle s'installe à Wattignies dans une usine moderne. L'affaire de Marseille est fermée.
De septembre 1939 à mai 1940, l'usine sert de dépôt militaire aux Anglais. Par la suite, des femmes de prisonniers continuent de produire des friandises fraîches (dattes, figues) jusqu'à la fin de la guerre. En 1943 se crée un club de loisirs : le futur centre social Promesses.
En 1955, un réseau national de vente est mis sur pied. Des publicités à la radio et dans la presse assurent la notoriété de la marque. En 1960, l'entreprise reçoit le diplôme « Prestige de la France ».
De 1959 à 1965, sous l'impulsion de Pierre Cornillot, fils de Georges, La Pie qui Chante prend des mesures salariales inédites : suppression du pointage, mensualisation, intégration des primes. Il y règne un climat familial exemplaire.
En 1965, La Pie qui Chante et les confiseries régionales KBO, Mob's, Fémina et Closse rejoignent le groupe Générale Alimentaire sous la marque La Pie qui Chante. La société Delespaul-Havez, fabriquant les Carambar, déjà implantée dans le groupe, fusionne avec la Pie qui Chante en 1972. Après 113 ans de présence, la famille Cornillot se retire.
De 1973 à 2003, l'histoire des regroupements et des fusions se poursuit. La Générale Alimentaire entre dans le groupe Générale Occidentale qui la cède au groupe BSN (devenu Danone en 1994). Au sein de ce dernier, elle est regroupée avec l'entreprise Vandamme et devient Vandamme - Pie qui Chante SA. En 1998, l'entreprise est vendue au groupe Cadbury, qui revendra Vandamme à LU un an plus tard. En 1995, elle est désignée comme la première marque française dans son secteur.
L'usine de Wattignies ferme en 2003. Une partie de la production est transférée à Marcq-en-Barœul. Cependant, la marque La Pie qui Chante continue de prospérer au sein de Cadbury France.
En 2010, Cadbury passe sous le giron de l'américain Kraft Foods. 
À la suite d'une scission au sein du groupe Kraft Foods en 2012, La Pie qui Chante appartient au groupe nommé Mondelēz International.
En 2017, Mondelēz International revend La Pie qui Chante et certaines autres marques de confiseries françaises à un consortium d'investisseurs français, CPK, dont le fonds d'investissement Eurazeo est majoritaire. Ces marques sont regroupées en mai 2017 dans une nouvelle société, Carambar & Co.

## Produits et gammes de la marque

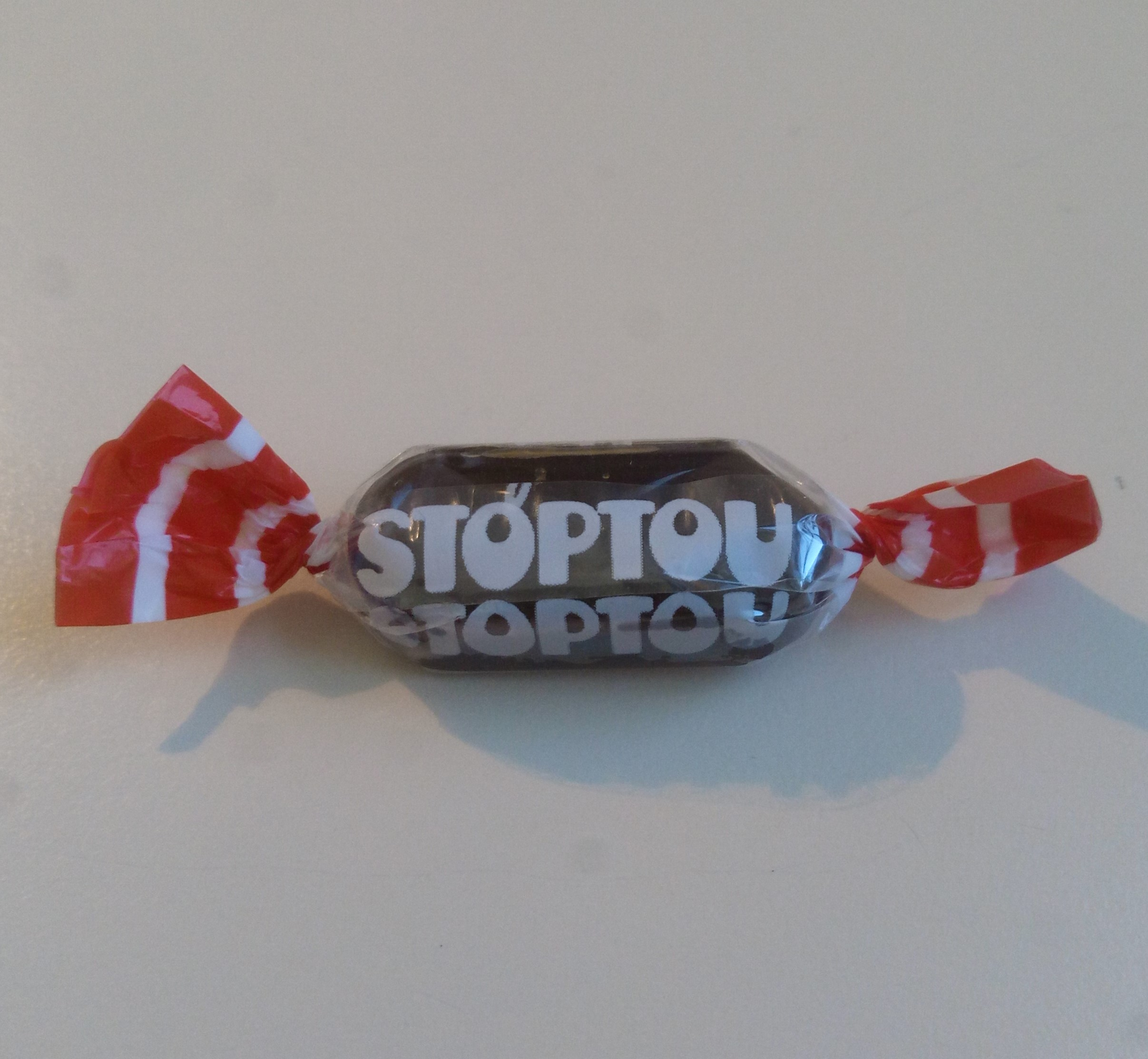
Bonbon Stoptou

- Croq'Andise (puis Frui'andise)
- Gom's
- Menthe Claire
- Mi-cho-ko
- Pimousse
- Silvana
- Stoptou